# Real Sociedad Económica de Amigos del País de Tenerife
La Real Sociedad Económica de Amigos del País de Tenerife (RSEAPT) es una institución cultural fundada en San Cristóbal de La Laguna el 14 de febrero de 1777 bajo el amparo del rey Carlos III de España, cuyo objetivo principal es la difusión académica de la investigación científica y económica en Canarias, así como el desarrollo y la promoción del patrimonio literario, científico y artístico en el archipiélago.

## Historia
La primera reunión de la Real Sociedad Económica se celebró el 15 de febrero de 1777, bajo la dirección de Tomás Lino de Nava y Grimón y Porlier, Marqués de Villanueva del Prado y promotor de la célebre tertulia de Nava. Desde entonces, la Real Sociedad Económica ha colaborado estrechamente con los principales organismos de la isla, como el Cabildo de Tenerife y el Ayuntamiento de La Laguna, desarrollando un gran número de iniciativas, eventos, exposiciones y publicaciones para el público en general. Su extensa historia, de más de doscientos cuarenta años, se sustenta en una amplia biblioteca con un archivo de gran valor patrimonial, formado por varios fondos entre los que podemos distinguir el Fondo francés de Nava, con más de cinco mil obras, o el Fondo Rodríguez Moure.
Su sede actual está en la antigua casa de los jesuitas, construida en 1733 y ubicada en el número 23 de la calle San Agustín. El inmueble, entregado por Carlos III a la Real Sociedad Económica, ha sido sede de dicha institución desde 1778, albergando igualmente la Universidad de San Fernando y las facultades de Química y Derecho de la Universidad de La Laguna. La Económica se trasladó de nuevo al edificio en 1959, siendo desde entonces la sede oficial de la institución. Desde 2020 su director es el catedrático de Filología Inglesa y exrector de la Universidad de La Laguna José Gómez Soliño.